# Umaga (wrestler)
Umaga, właśc. Edward Smith Fatu (ur. 28 marca 1973 na San Francisco, zm. 4 grudnia 2009 w Houston) – amerykański wrestler pochodzenia samoańskiego. Członek rodziny zawodowych zapaśników pochodzących z Samoa – rodziny Anoa’i. Dwukrotny posiadacz tytułu interkontynentalnego WWE Intercontinental Championship (2007) w federacji World Wrestling Entertainment (WWE).

## Kariera

### Początki kariery i World Wrestling Federation/Entertainment (1995 – 2003)
Fatu rozpoczął treningi wrestlingu wraz ze swoim kuzynem Mattem Anoaʻi w 1995 w szkole zawodowych zapasów Wild Samoan Training Center w Minneola na Florydzie prowadzonej przez członków rodziny Anoa’i. Jeszcze w 1995 zadebiutował w federacji wrestlingu założonej przez jego wuja Afę Anoa’i – World Xtreme Wrestling (WXW), a w kolejnych latach w innych promocjach niezależnych.
W 2001 wraz z Mattem Anoa’i podpisał kontrakt z World Wrestling Federation (późniejsze WWE) na występy w federacjach rozwojowych tej promocji. Pojawił się w Heartland Wrestling Association (HWA) gdzie występował pod pseudonimem Ekmo w tag teamie The Island Boyz u boku Matta Anoa’i i gdzie zdobyli tytuł HWA Tag Team Championship. Następnie obaj występowali w Memphis Championship Wrestling (MCW), gdzie trzykrotnie sięgnęli po mistrzostwo MCW Southern Tag Team Championship.
W dniu 22 lipca 2002 Fatu zadebiutował w WWE podczas jednego z odcinków Raw jako Jamal wraz Mattem Anoa’i (występującym jako Rosey) w tag teamie 3-Minute Warning, gdzie odgrywali rolę „złych brutali”. Początkowo według storyline’u drużyna była enforcerami Erica Bischoffa i atakowała losowych wrestlerów WWE na jego życzenie, a także innych pracowników federacji jak konferansjerkę Lilian Garcię. We wrześniu 2002 w ramach drużyny 3-Minute Warning, Fatu rozpoczął feud z tag teamem Billy and Chuck – w tym samym czasie menedżerem 3-Minute Warning został Rico Constantino. Regularnie występował na Raw z Roseyem aż do czerwca 2003, kiedy Fatu rozstał się z WWE.

### Total Nonstop Action Wrestling i All Japan Pro Wrestling (2003 – 2005)
We wrześniu 2003 zadebiutował w promocji Total Nonstop Action Wrestling (TNA) jako Ekmo Fatu. Tam też utworzył tag team wraz z Sonnym Siakim. W sierpniu 2004 opuścił TNA. Równocześnie pod koniec 2003 związał się z japońską federacją All Japan Pro Wrestling (AJPW) gdzie zaliczał kolejne występy jako Jamal. W AJPW wszedł w skład stajni Roughly Obsess and Destroy dowodzonej przez Takę Michinoku. Następnie występował w tag teamie z Taiyō Keą, z którym wygrał turniej World's Strongest Tag Determination League pokonując w finale zespół Kaz Hayashi i Satoshi Kojima. W styczniu 2005 Kea i Jamal sięgnęli po mistrzostwo AJPW World Tag Team Championship pokonując drużynę reprezentującą New Japan Pro-Wrestling – Hiroshi Tanahashi i Yutaka Yoshie. W 2005 znalazł się w finale turnieju Champion Carnival jednak przegrał walkę z Kensuke Sasakim. W grudniu 2005 opuścił AJPW bez większych osiągnięć.

### Powrót do WWE i dalsza kariera (2005 – 2009)
W grudniu 2005 ponownie podpisał kontrakt z WWE. Do telewizji powrócił dopiero na początku kwietnia 2006 pod nowym gimmickiem jako Umaga (co w Gagana Samoa oznacza koniec). Na ciele posiadał kilka tatuaży – w tym jeden wzór zdobiący jego twarz. W nowym gimmicku Fatu odgrywał rolę antagonisty – dzikiego Samoańczyka, który kontrolowany był tylko przez swojego menedżera – Armando Estradę. W swoim debiucie 3 kwietnia 2006 na Raw zaatakował Rica Flaira.
W połowie 2006 Umaga rozpoczął swoją serię zwycięstw pokonując m.in. Johna Cenę, Shawna Michaelsa i Triple H’a. Następnie rozpoczął feud z Kane’em, którego po serii ataków pokonał na gali Cyber Sunday (2006) w listopadzie 2006. Umaga pozostawał niepokonanym w kolejnych odcinkach Raw, dopiero po uwikłaniu się w rywalizację z Johnem Ceną, przegrał walkę o tytuł WWE Championship na gali New Year’s Revolution (2007) w styczniu 2007 i tym samym zakończył swoją zwycięską passę, na którą złożyły się 34 wygrane walki w telewizji w okresie od kwietnia 2006 do stycznia 2007 – wtedy też zyskał przydomek Samoan Bulldozer (ang. Samoański Buldożer). Po przegranej z Ceną na New Year’s Revolution (2007), Umaga kontynuował feud z tym zawodnikiem.
W lutym 2007 został wybrany przez Vince’a McMahona na jego przedstawiciela w tzw. „Bitwie Miliarderów” (Battle of the Billionaires) pomiędzy McMahonem, a rzucającym mu wyzwanie Donaldem Trumpem. „Bitwa” ta miała mieć miejsce na gali WrestleMania 23. Po tym jak McMahon wyznaczył go na swojego reprezentanta, Umaga otrzymał prawo walki o tytuł WWE Intercontinental Championship przeciwko Jeffowi Hardy’emu. Walkę o mistrzostwo interkontynentalne wygrał w odcinku Raw z 19 lutego 2007. Kolejno wszedł w rywalizację z Bobbym Lashleyem, który został reprezentantem Donalda Trumpa. Na gali WrestleMania 23 Umaga przegrał walkę z Lashleyem, przez co Vince McMahon przegrał zakład hair vs. hair i po starciu został ogolony na łyso. W połowie kwietnia 2007 stracił mistrzostwo interkontynentalne na rzecz Santino Marelli. Dalej występował jako enforcer Vince’a i Shane’a McMahonów i prowadził rywalizację z Bobbym Lashleyem w brandzie ECW. Od czerwca 2007 rywalizował z Santino Marellą, którego 2 lipca 2007 pokonał podczas odcinka Raw, zdobywając po raz drugi mistrzostwo WWE Intercontinental Championship. Na początku września 2007 stracił WWE Intercontinental Championship na rzecz Jeffa Hardy’ego. Na przełomie września i października 2007 rozpoczął rywalizację z Triple H’em. Pod koniec listopada 2007 jego drużyna (Team Umaga) zmierzyła się z drużyną Triple H’a (Team Triple H) na gali Survivor Series (2007). Team Umaga uległ drużynie Triple H’a w 4-on-5 handicap matchu. Na początku 2008 przeniósł rywalizację na Batistę, z którym się zmierzył podczas gali WrestleMania XXIV, przegrywając starcie.
Pod koniec czerwca 2008 został przeniesiony na SmackDown w ramach draftu. W sierpniu 2008 uległ kontuzji więzadła krzyżowego tylnego przez co pauzował w występach przez kilka miesięcy. Powrócił 30 stycznia 2009 podczas jednego z odcinków SmackDown. Od maja 2009 prowadził rywalizację z CM Punkiem. Najpierw pokonał Punka na gali Judgment Day (2009), a następnie przegrał z nim na Extreme Rules (2009) – była to jego ostatnia walka jaką stoczył w WWE. W dniu 8 czerwca 2009 WWE podało na swojej stronie internetowej informację o rozwiązaniu z nim kontraktu. Później ujawniono, że naruszył zasady programu „Talent Wellness”. Z powodu braku współpracy i odmowy podjęcia leczenia odwykowego został zwolniony z WWE.
W lipcu 2009 pojawił się w portorykańskiej federacji World Wrestling Council (WWC). W listopadzie 2009 występował podczas tournée Hulka Hogana po Australii o nazwie Hulkamania: Let The Battle Begin.

### Tytuły i osiągnięcia
- All Japan Pro Wrestling
  - World Tag Team Championship (1 raz) – z Taiyō Kea
  - World's Strongest Tag Determination League (2004) – z Taiyō Kea
  - January 2 Korakuen Hall Heavyweight Battle Royal (2004)
- Frontier Martial-Arts Wrestling
  - FMW/WEW Hardcore Tag Team Championship (1 raz) – z Matty’m Samu
- Heartland Wrestling Association
  - HWA Tag Team Championship (2 razy) – z Kimo
- Memphis Championship Wrestling
  - MCW Southern Tag Team Championship (3 razy) – z Kimo
- Pro Wrestling Illustrated
  - Sklasyfikowany na 22. miejscu wśród 500 najlepszych wrestlerów w rankingu PWI 500 w 2007 roku.
- World Wrestling Entertainment
  - WWE Intercontinental Championship (2 razy)
- Wrestling Observer Newsletter
  - Najgorszy tag team (Worst Tag Team; 2002) – z Roseyem

## Życie osobiste i śmierć
Był żonaty z L.T., z którą doczekał się czwórki dzieci. Jeden z jego synów, Zilla, zadebiutował jako wrestler w lipcu 2023. Miał dwóch starszych braci, którzy również byli wrestlerami – Sama i Solofę (znanego jako Rikishi). Był wujkiem Jimmy’ego i Jeya Uso, występujących w tag teamie The Usos, a także kuzynem wielu innych wrestlerów takich jak: Yokozuna, The Rock, Rosey (Matt Anoa’i) i Roman Reigns.
Pod koniec lipca 2007 periodyki takie jak Sports Illustrated, New York Daily News i The Washington Post wymieniły Umagę w swoich artykułach jako jednego z zawodników wrestlingu, którzy kupowali medykamenty przez tzw. „apteki internetowe” (ang. online pharmacy) co stanowiło pogwałcenie polityki WWE o nazwie „Talent Wellness”. W szczególności artykuły odnosiły się do tego, że Fatu otrzymywał somatotropinę – hormon wzrostu, między lipcem a grudniem 2006 – po tym jak WWE ustanowiła program zakazujący przyjmowania leków ze źródeł internetowych. W czerwcu 2009 Fatu po raz kolejny naruszył zasady programu „Talent Wellness”. Z powodu braku współpracy i odmowy uczęszczania na odwyk został zwolniony z kontraktu w federacji WWE.
W dniu 4 grudnia 2009 Fatu został znaleziony przez swoją żonę w ich domu w Houston. Fatu był nieprzytomny, przy czym jego żona zauważyła dodatkowo u niego krwotok z nosa. Po przewiezieniu do szpitala, sanitariusze stwierdzili u niego atak serca, po czym został podłączony do aparatury podtrzymującej życie. Następnie doznał drugiego ataku serca, po którym zmarł tego samego dnia ok. godziny 17:00 CST w wieku 36 lat. Raporty toksykologiczne wykazały, że w organizmie wrestlera znajdowały się takie substancje jak: hydrokodon (środek przeciwbólowy), karyzoprodol (lek Soma – środek zwiotczający mięśnie) i diazepam (lek Valium). Ustalono, że połączenie wielokrotnego zażycia różnych leków przez Fatu wraz z jego złym stanem zdrowia ostatecznie doprowadziło do jego śmierci.

### Rekord wLuchas de Apuestas
| Wygrany                              | Przegrany                      | Lokalizacja       | Wydarzenie      | Data            | Źródło |
| ------------------------------------ | ------------------------------ | ----------------- | --------------- | --------------- | ------ |
| Bobby Lashley (włosy Donalda Trumpa) | Umaga (włosy Vince’a McMahona) | Detroit, Michigan | WrestleMania 23 | 1 kwietnia 2007 | [ 25 ] |